# NGC 770
NGC 770 (również PGC 7517 lub UGC 1463) – galaktyka eliptyczna (E1), znajdująca się w gwiazdozbiorze Barana. Została odkryta 3 listopada 1855 roku przez R.J. Mitchella – asystenta Williama Parsonsa.

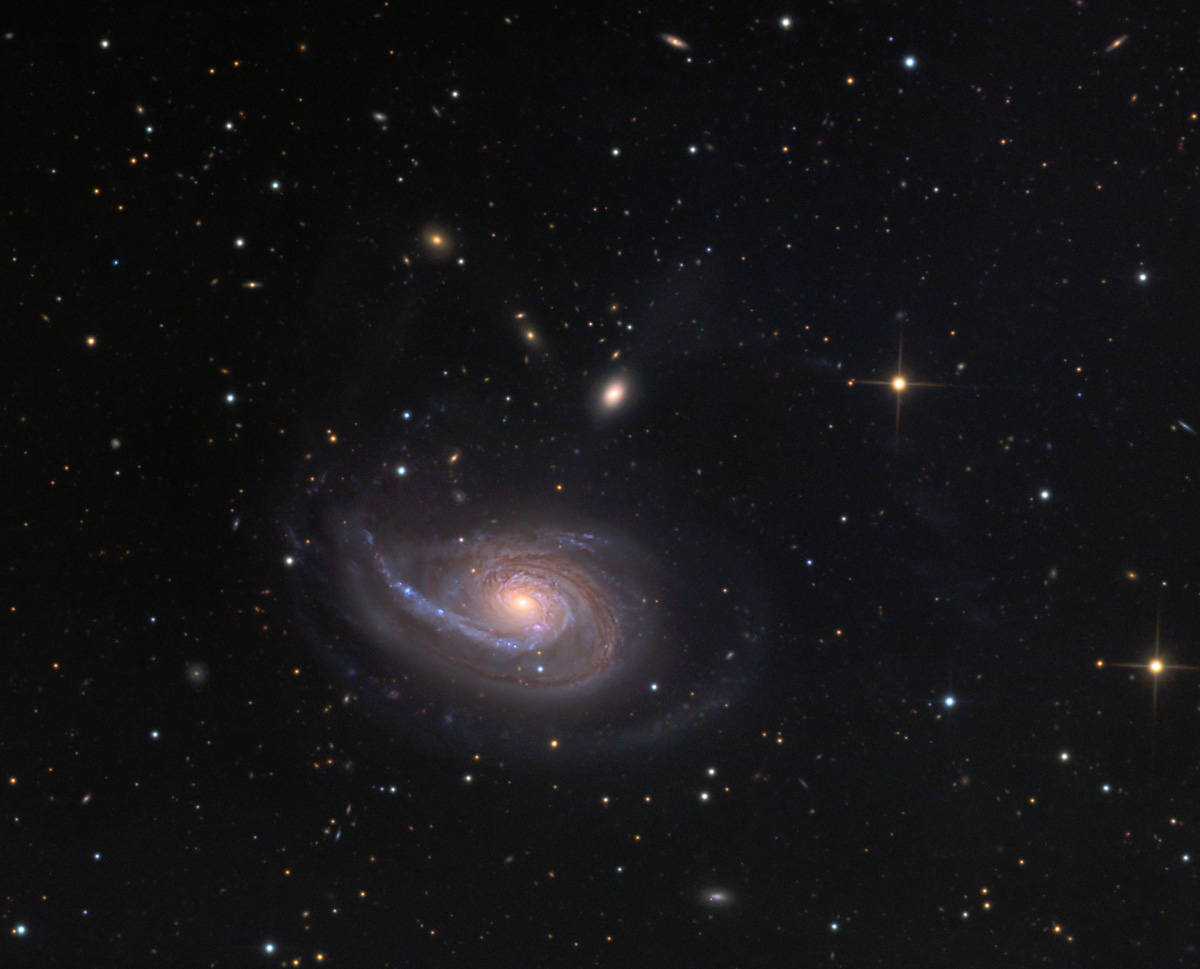
Duża galaktyka spiralna NGC 772 i NGC 770 – mały jasny obiekt powyżej niej (Mount Lemmon SkyCenter)

NGC 770 jest w trakcie kolizji z sąsiednią, znacznie większą galaktyką spiralną NGC 772. Ta para oddziałujących ze sobą grawitacyjnie galaktyk została skatalogowana jako Arp 78 w Atlasie Osobliwych Galaktyk.